# Церковново
Церковново — село в Ивановском районе Ивановской области России. Входит в состав Балохонковского сельского поселения.

## География
Находится в центральной части области, в зоне хвойно-широколиственных лесов, на расстоянии примерно 13 км на юго-запад от центра поселения деревни Балахонки и 25 километров (по прямой) на запад от Иванова, административного центра района и области.

### Климат
Климат характеризуется как умеренно континентальный, с умеренно холодной многоснежной зимой и относительно тёплым влажным летом. Среднегодовая температура воздуха — 3,3 °C. Средняя температура воздуха самого холодного месяца (января) — −11,6 °C (абсолютный минимум — −46 °C), средняя температура самого тёплого (июля) — 18,5 °С (абсолютный максимум — 38 °С). Безморозный период длится около 133 дней. Годовое количество атмосферных осадков составляет 744 мм, из которых большая часть выпадает в тёплый период.

## История
В XVIII столетии и в первой половине XIX века Церковное было вотчиной графов Хвостовых. Церковь в селе существовала уже в самом начале XVIII столетия, как видно из надписи на сохранившихся богослужебных сосудах. До 1825 года церковь была деревянной, и она сгорела. В 1826 году вместо неё на средства помещика графа Дмитрия Ивановича Хвостова построена каменная церковь. В 1860 году при церкви средствами купца города Иваново-Вознесенска Михаила Никоновича Гарелина сооружена каменная колокольня. Престолов в церкви было два: в холодной — в честь Успения Божьей Матери и в теплом приделе — в честь Рождества Пресвятой Богородицы. В 1895 году в доме священника была открыта школа грамоты.
В конце XIX — начале XX века село входило в состав Кочневской волости Шуйского уезда Владимирской губернии. В 1859 году в селе числилось 61 двор, в 1905 году — 58 дворов.

## Население
| 1859 | 1905 |
| ---- | ---- |
| 300  | 291  |

| 1859 | 1905 | 2010 |
| ---- | ---- | ---- |
| 300  | ↘291 | ↘28  |

## Достопримечательности
В селе расположена недействующая Церковь Успения Пресвятой Богородицы.